# Ordine del Volta
L'Ordine del Volta è un ordine cavalleresco della Repubblica del Ghana. Venne istituito nel 1960 e viene concesso a coloro che si sono distinti al servizio dello Stato.

## Classi
L’Ordine è suddiviso in due categorie, quella civile e quella militare. Ciascuna suddivisa in tre gradi:
- Compagno
- Ufficiale
- Membro

## Insegne
Il nastro dell’Ordine è blu con listini rossi laterali e uno nero centrale. La medaglia è costituita da una stella a sette punte squadrate caricata di una seconda stella dalle sette punte pomate..